# Patrolscharte

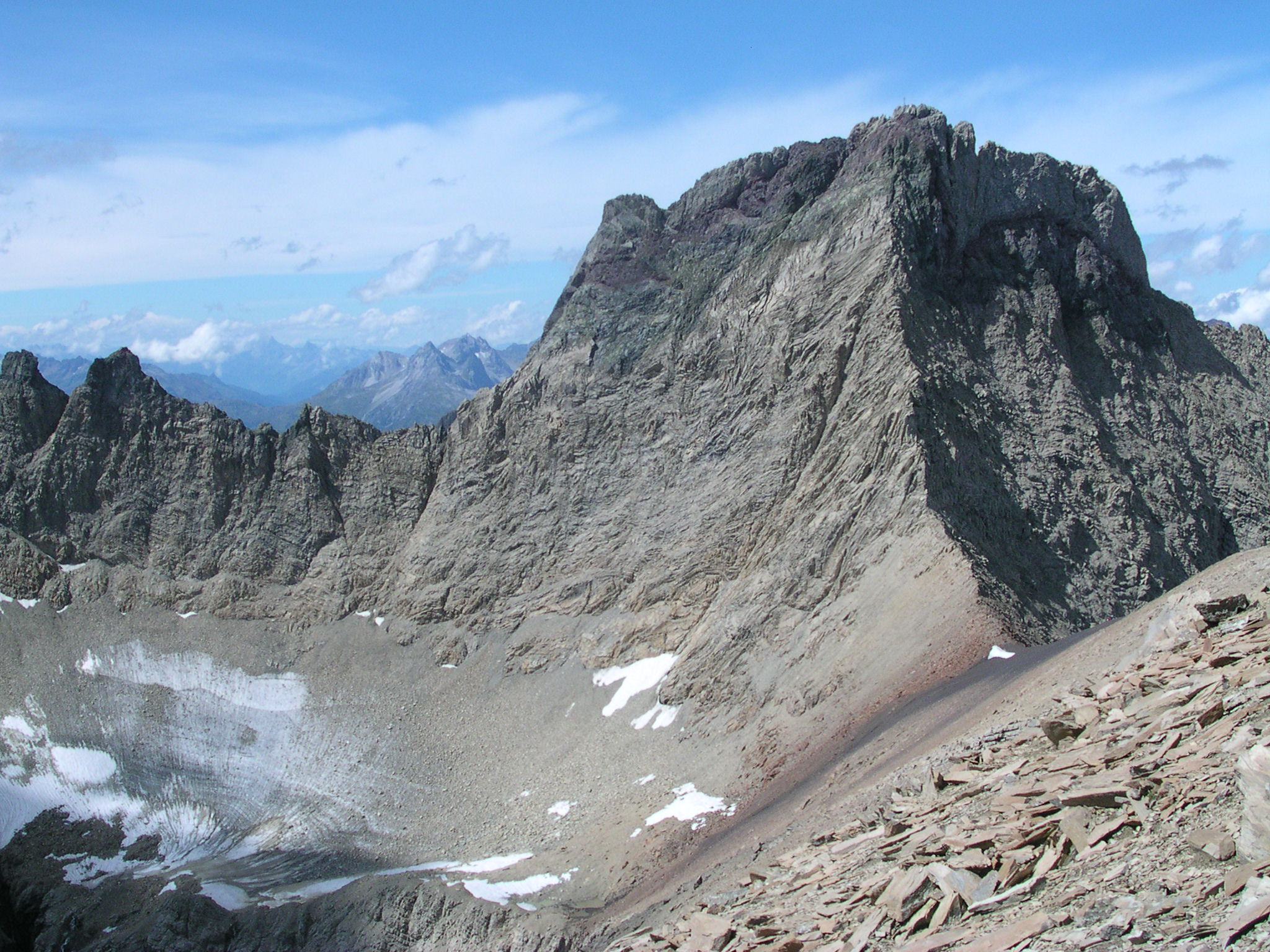
Die Patrolscharte (rechts unten) vom Gatschkopf aus, dahinter der markante Ostgrat der Parseierspitze

Die Patrolscharte ist ein alpiner Wegübergang auf einer Höhe von 2846 m ü. A. in der Parseiergruppe, einer Bergkette in den Lechtaler Alpen. Sie liegt im österreichischen Bundesland Tirol, etwa viereinhalb Kilometer Luftlinie nordwestlich von Grins im Stanzer Tal. An der Scharte treffen der von der Ansbacher Hütte, im Westen auf 2376 Metern Höhe gelegen, kommende Augsburger Höhenweg und der in nord-südlicher Richtung verlaufende Spiehlerweg zwischen der Memminger Hütte (2242 m) und der Augsburger Hütte (2298 m) zusammen. Die Patrolscharte liegt zwischen der 3036 Meter hohen Parseierspitze im Westen und dem Gatschkopf (2945 m) im Osten. Der südseitige Hang entwässert über den Gasillbach in die Sanna, die Nordseite über den Lochbach in den Inn.